# سرژ تورسارکیسیان
سرژ تورسارکیسیان (ارمنی: Սերժ Թորսարգիսեան؛ زادهٔ ۳۰ سپتامبر ۱۹۶۵) یک سیاستمدار ارمنی‌تبار اهل لبنان است که از سال ۲۰۰۰ و بار دیگر از ۲۰۰۵ تا ۲۰۰۹ عضو مجلس نمایندگان لبنان بود.

## زندگی‌نامه
در ۳۰ سپتامبر ۱۹۶۵ در بیروت به دنیا آمد .